# Funkenlöschanlage
Das System der Funkenlöschanlage dient dem vorbeugenden Brandschutz. Mit einer Funkenlöschanlage ist es möglich, Zündinitiale zu detektieren und zu eliminieren, bevor ein Brand oder eine Staubexplosion entsteht. Gefährdet sind vor allem Anlagen für Vermahlung/Zerkleinerung, Trocknung, Kühlung und Verpressung mit ihren pneumatischen oder mechanischen Transportwegen und Absaugungen, und Anlagen für die Abscheidung oder Lagerung wie Filter, Zyklone, Silos und Bunker.
Bei der industriellen Fertigung werden Rohstoffe stark zerkleinert; deshalb sind pneumatische oder mechanische Förderwege ein Hauptbestandteil von Produktionseinrichtungen. Es werden jedoch nicht nur die „planmäßigen“ Stäube und Schüttgüter über diese Verbindung transportiert. In Bearbeitungsmaschinen oder Trocknern können auch Funken oder glimmende Teile entstehen und somit eine erhebliche Brand- und Explosionsgefahr für nachgeschaltete Anlagenteile wie Filter und Silos darstellen.
Ein Brand oder eine Staubexplosion entsteht immer dann, wenn am selben Ort zur selben Zeit drei Voraussetzungen erfüllt sind: brennbare Stäube, Luft (Sauerstoff) und eine wirksame Zündquelle. Sind diese Voraussetzungen erfüllt, kann ein Explosionsereignis stattfinden. Da die brennbaren Stäube nicht eliminiert werden können, bleibt die Möglichkeit, Inertgase einzusetzen oder Zündquellen zu verhindern.
Funkenlöschanlagen haben sich als vorbeugendes Brand- und Explosionsschutzsystem in der Industrie und im Handwerk durchgesetzt. Viele Industriezweige könnten heute ohne Funkenlöschanlagen nicht mehr wirtschaftlich betrieben werden. Funkenlöschanlagen stellen den einzigen vorbeugenden technischen Brandschutz dar. Maßnahmen wie Explosionsunterdrückung oder Sprinklersysteme fallen unter reaktive Maßnahmen.

## Funken- und Brandentstehung
Ein Brand oder eine Staubexplosion kann immer dann entstehen, wenn brennbares Material, wie z. B. stark zerkleinerte Rohstoffe, und Sauerstoff (Umgebungsluft) vorhanden sind und gleichzeitig eine Zündquelle die Mindestzündenergie erreicht. Aufgrund der Luftberuhigung und der Materialdichte in Filtern und Silos und der damit verbundenen Material-Sauerstoff-Verhältnisse sind diese Bereiche extrem gefährdet. Das stellt ein Gefahrenpotenzial für nahezu alle Produktionsanlagen dar.
In den pneumatischen Förderwegen selbst werden die Voraussetzungen für Brände und Staubexplosionen meist nicht erfüllt. Deshalb besteht die Möglichkeit, diese Anlagen mit Funkenlöschanlagen als vorbeugendes Brand- und Staubexplosionsschutzsystem auszurüsten.
Mit Hilfe einer Funkenlöschanlage werden Zündinitiale bereits im Förderweg erkannt und meistens ohne Produktionsunterbrechung eliminiert.

## Aufbau und Funktionsweise einer Funkenlöschanlage

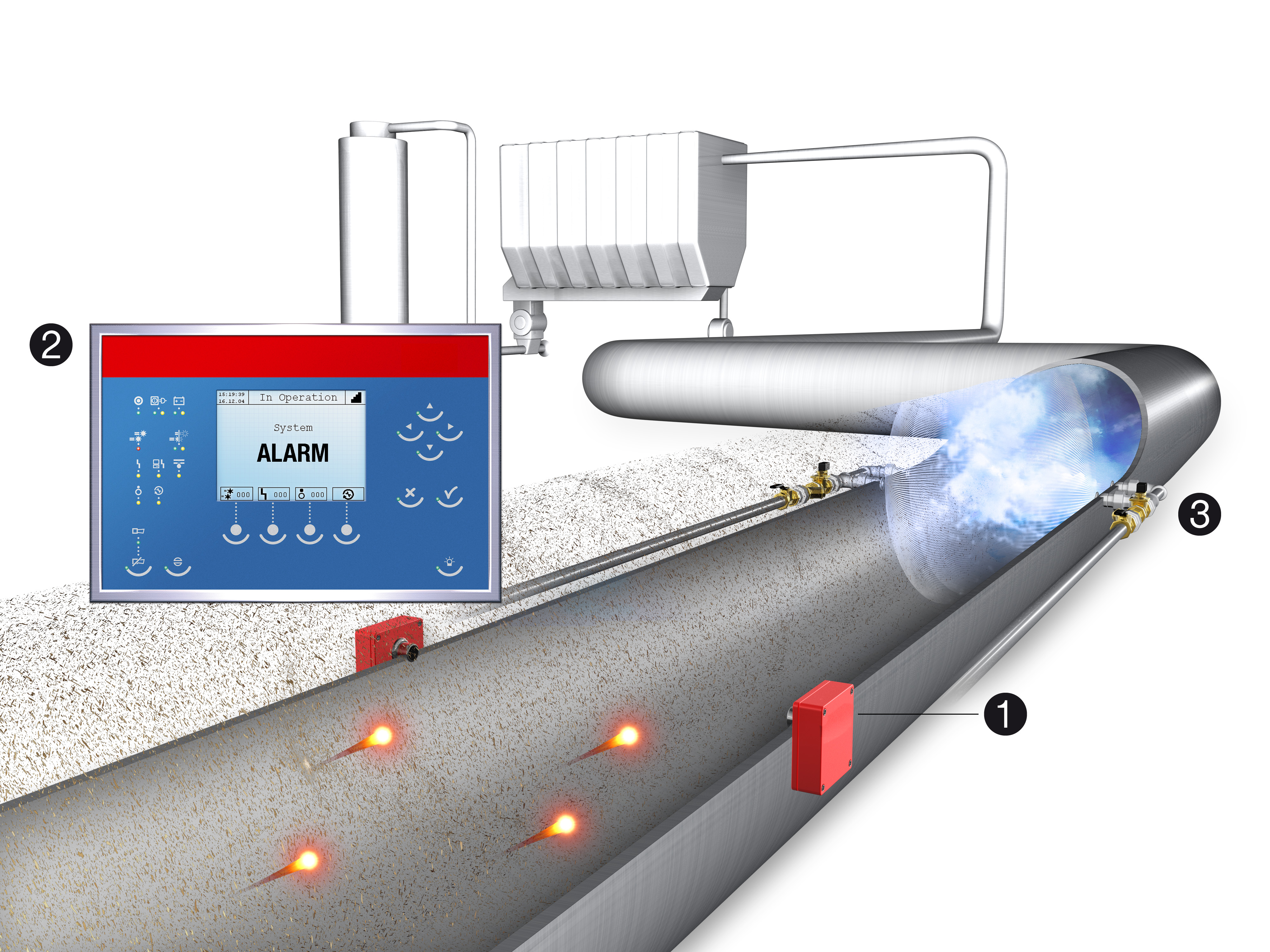
Funktionsprinzip einer Funkenlöschanlage

Die Funkenlöschanlage besteht im Wesentlichen aus drei Elementen: der Funkenmeldezentrale, den Funkenmeldern und der Löschautomatik.
Den Mittelpunkt einer Funkenlöschanlage bildet die Funkenmeldezentrale. Hier laufen die Signale der einzelnen Funkenmelder aus den verschiedenen Anlagenbereichen zusammen und werden ausgewertet. Verzögerungsfrei werden die angeschlossenen Löschungen oder Alarmausgänge der entsprechenden Bereiche aktiviert.
Für die Detektion von Zündinitialen werden Funkenmelder eingesetzt. Sie erfassen die von Funken oder glimmenden Teilchen emittierte Wärmestrahlung, teilweise sogar durch Staubschichten oder das Fördergut hindurch. Wenn Funken in der Anlage erkannt werden, melden die Funkenmelder Alarmsignale an eine Funkenmeldezentrale, die diese Signale auswertet und gezielte Gegenmaßnahmen automatisch einleitet. Verschiedene Funkenmelder sind je nach Einsatzort bzw. Anwendungsfall verfügbar. So gibt es Funkenmelder für den Einsatz bei sehr hohen Produkttemperaturen oder für die Funkendetektion unter Tageslichteinfluss.
In den meisten Fällen erfolgt eine Löschung mittels Wasser. Die Löschautomatik wird in Richtung des Förderstroms hinter den Funkenmeldern installiert. Damit sichergestellt wird, dass erkannte Zündinitiale zuverlässig gelöscht werden, müssen Funkenmelder und Löscheinrichtung in einem bestimmten Abstand zueinander stehen. Dieser Abstand wird als Funkenlöschstrecke bezeichnet und errechnet sich aus der Transportgeschwindigkeit des Materials und der systembedingten Verzögerungszeit. Die Löschautomatik erzeugt kurzzeitig einen Wassernebel in dem Rohrabschnitt, in den die Funken hineinfliegen. Wird kein Funke mehr detektiert, wird die Einsprühung automatisch beendet, die Produktion kann ungehindert weiterlaufen. Als Löschmittel wird vorwiegend Wasser eingesetzt, da es aufgrund seiner sehr hohen Wärmekapazität eine hervorragende Löschwirkung erzielt. Durch den Entzug von Wärme wird das heiße Teil abgekühlt. Eine optimale Löschwirkung wird dadurch erzeugt, dass die spezifische Oberfläche des Wassers so groß wie möglich gehalten wird. Dies wird durch eine sehr feine Zerstäubung des Wassers erzielt. Der Zerstäubungsgrad wird durch eine spezielle Düse und einen ausreichenden Betriebswasserdruck erreicht. Außerdem kann aufgrund der hohen Zerstäubung die Löschwassermenge minimiert werden. Durch den Zusatz von Entspannungsmittel können auch hydrophobe Stoffe wie Gummi oder Kunststoff gelöscht oder die Wassermenge minimiert werden.
In einigen Fällen ist Wasser als Löschmittel nicht geeignet (z. B. Leichtmetalle sind mit Wasser nicht löschbar), oder der Prozess wird gestört (z. B. das Verkleben in der Zuckerindustrie). In solchen Anlagen werden daher Weichen zum Umleiten oder Schieber und Klappen zum Absperren des Förderstromes benutzt. Die Reaktionszeiten dieser mechanischen Systeme sind ähnlich kurz wie die Wasserlöschung.

### Wirkungsweise einer Funkenlöschanlage in einer pneumatischen Förderleitung
Die pneumatische Förderleitung wird mit Funkenmeldern zur Erkennung von Funken und heißen oder glühenden Teilen ausgerüstet. Über eine anschließende automatisch ausgelöste Löscheinrichtung, meist ohne Produktunterbrechung, werden die erkannten Zündinitiale mit Wasser blitzschnell abgelöscht. Die Reaktionszeit beträgt nur ca. 100–300 Millisekunden.
Dem Löschmittel Wasser wird dem Vorrang gegenüber möglichen Alternativen eingeräumt, da es schnell wirkt und aufgrund des schnellen Abkühlungseffektes unübertroffen für diesen speziellen Anwendungsfall ist.

### Wirkungsweise einer Funkenlöschanlage in einem mechanischen Förderweg
Mechanische Förderwege werden vorzugsweise an den Materialübergabestellen, z. B. an Fallschächten, mit Funkenmeldern versehen. Aufgrund des aufgelockerten Produktflusses ist hier die Funken- oder Glimmnestdetektion sehr gut realisierbar. Über eine Wasser-Löschautomatik werden die Funken oder Glimmnester, wie auch in pneumatischen Förderleitungen, sofort abgelöscht.

## Die Entstehung der Funkenlöschanlage
Die Geschichte der Funkenlöschanlage geht bis in die frühen 1970er-Jahre zurück. Das neu in Kraft getretene Bundes-Immissionsschutzgesetz (BImSchG) aus dem Jahr 1974 verlangte den Einsatz von Absaug- und Entstaubungsanlagen in der Holzwerkstoffindustrie. Dazu wurden Betreiber von Span- und Faserplattenanlagen verpflichtet, Richtlinien der Verwaltungsvorschriften TA Luft, TA Lärm und die Geruchsimmissionen zu erfüllen.
Durch Fremdkörper oder defekte Maschinenteile kam es in den Absaug- und Entstaubungsanlagen zu gefährlichem Funkenflug, was eine Gefahr für die nachgeschalteten Filteranlagen darstellte. Das machte die Entwicklung einer neuen Brandschutzlösung notwendig, um die Gefahr von schweren Bränden und Explosionen zu vermeiden. 
Diese neuartige Technik erlaubte es, während des laufenden Betriebs innerhalb von Sekundenbruchteilen Zündquellen zu erkennen und diese abzulöschen.

## Einsatzgebiete der Funkenlöschanlage
Überall, wo brennbares Material be- oder verarbeitet, transportiert, gefiltert oder getrocknet wird, besteht Brand- oder Explosionsgefahr durch Funken oder heiße Teilchen. Hier kann eine Funkenlöschanlage präventiv Brände und Staubexplosionen verhindern. Das ursprünglich für die Holzindustrie entwickelte Sicherheitskonzept ist heute nahezu auf alle produzierenden Industrien zu übertragen. So findet die Funkenlöschanlage Anwendung in:
- Pelletindustrie
- Recyclingwirtschaft
- Lebensmittelindustrie
- Chemische Industrie
- Textilindustrie
- Metallindustrie
- Möbelindustrie
- Kraftwerke
- Papierindustrie
- Futtermittelindustrie
- Tabakindustrie
- Hygieneindustrie
- Automobilindustrie
- Mühlen
- MDF-Produktion
- Spanplattenproduktion
- OSB-Produktion
- Sperrholzproduktion
- Reifen-Recyclinganlagen
- Mehlproduktion
- Zuckerindustrie
- Kaffeeindustrie
- Kakaoindustrie